# (8298) Loubna
Pour les articles homonymes, voir Lubna.
(8298) Loubna est un astéroïde de la ceinture principale découvert le 22 septembre 1993 à l'observatoire européen austral par les astronomes belges Henri Debehogne et Éric Elst. Sa désignation provisoire était 1993 SQ10.
Il a été nommé en la mémoire d'une petite bruxelloise, Loubna Benaïssa, victime d'un pédophile le 5 août 1992, alors qu’elle était âgée de neuf ans.